# ビジョン・ゼロ
ビジョン・ゼロは、道路交通システムにおける死亡・重傷事故を最終的にゼロにすることを目指し、世界各国が取り入れている交通安全哲学である。 死亡・重傷事故に焦点を絞っている点、人的要因よりもシステム要因を重視している点、人命をかけがえのないものとして捉えている点で、従来の交通安全策とは異なる。原点であるスウェーデンでは1997年10月、ビジョン・ゼロに基づく道路交通安全法案が国会で可決された。

## 特徴

### 命を他の便益と引き換えない
ビジョン・ゼロの根底には、「人が道路交通システムで移動する際に死亡したり重傷を負ったりすることは倫理的に決して許容できない」という哲学がある。 
交通安全の分野で従来使われてきた費用便益分析では、命に値段を付け、その価値の大小に基づき、交通事故のリスクを減らすための投資額を決定していたが、計算に一貫性がないことや、前提条件が成り立つ状況が極めて少ないことなどの問題から、安全への投資を妨げる判断を招きがちであると指摘されていた。
スウェーデンの交通行政で1990年代から安全施策を担当してきたMatts-Åke Belin氏は、そうした従来の経済モデルには、交通を成り立たせるために払うべき対価として「最適な死者数」という概念が暗黙のうちに含まれていると批判している。 そのような功利主義に染まった交通分野に対してビジョン・ゼロが訴えているのが、交通事故による死亡・重傷は受け入れられないという考え方である。

### 個人の失敗ではなくシステムの問題に焦点を当てる
従来の交通安全策は人に行動を変えさせることに力を注いでいたが、ビジョン・ゼロは人が間違いを犯すことを所与の条件とした上で、人をシステムに適合させるのではなく、システムを人に合わせて作り変えることを提唱している。
ビジョン・ゼロは事故の責任についても従来とは異なる見方を掲げている。既存の道路交通システムは、事故を起こさないような振る舞いを道路利用者に義務付ける包括規定を有しているため、原理上、事故の責任はルールを破った利用者がほぼ全面的に負わされるが、ビジョン・ゼロは責任はシステム設計者と道路利用者で分担するものであるとして、次の3原則を掲げている：     
1. システム設計者は、道路交通システムの構造、運用、使用、すなわちシステム全体の安全水準について常に最終的な責任を負う。
2. 道路利用者はシステム設計者が定めた道路交通システムの利用ルールに従う義務を負う。
3. 道路利用者が知識不足、受容不足、能力不足などの理由でルールを守れなかった場合や、現に負傷事故が発生した場合、システム設計者は人が死亡したり重傷を負わないよう、さらなる対策を打つことが求められる。

## 各国の取り組み

### カナダ
2015年12月、カナダの傷害防止チャリティーパラシュートは、スウェーデンの交通安全ストラテジストマット・ベリンとともにビジョン・ゼロコンセプトを100人近くの交通安全パートナーに提示した。
2016年11月には、パラシュートは、ビジョンゼロの目標と戦略に焦点を当てた1日の全国交通安全会議を主催し、健康、交通工学、警察の執行、政策、および擁護のリーダーが参加した。
それから、250人以上の交通安全の擁護者と実践者、法執行機関、政府、自治体で構成されるパラシュートビジョンゼロネットワークが形成された。このネットワークは、実績のあるソリューションを使用して、これらの利害関係者を相互に接続し、コミュニティが交通安全の課題に対処するのを支援する情報とリソースを提供するカナダのワンストップ宛先を提供する。
また、第2回パラシュートビジョンゼロサミットが2017年10月に開催され、オンタリオ州運輸大臣スティーブン・デル・デュカを含むネットワークメンバーと政治家が出席しました。
別の組織であるビジョン・ゼロ カナダ（visionzero.ca）は、2015年12月に全国キャンペーンを開始した。
カナダの都市での取り組み:
- エドモントン:2015年9月22日、エドモントン市議会は、「ビジョンゼロを公式に採用した最初のカナダの都市」であると発表した。 交通安全戦略2016-2020は「致命的および重傷のゼロ衝突に向けて」動きますが、死亡または重傷のゼロの目標は含まれていない。 戦略の目標は、1）全体的な負傷衝突、2）交差点での衝突の減少率。[10]
- バンクーバー:2016年4月5日、バンクーバー市議会は、交通関連の死亡者と重傷をゼロにするための戦略について報告するようスタッフに指示することにより、ビジョンゼロを承認した。

- トロント: 2016年6月13日、トロント市長のジョン・トリーは、交通事故で死亡し重傷を負った人の数を10年以内に20％削減する計画を発表した。 大衆の抗議に直面して、彼はその日の後半に撤回し、5年以内に死者ゼロに努力することに同意した。[12]
- オタワ: 2017年7月5日、オタワは、ビジョン・ゼロで定められた原則を使用して、最新の行動計画を含むレポートを作成するよう輸送委員会に命じた。[13]
- サレー:2017年11月27日、公安委員会は、サレーの安全なモビリティプランの基盤として、ビジョン・ゼロの哲学の採用を承認した。[14]